# Daktela
Daktela s.r.o. je česká technologická firma, specializující se na vývoj a provoz softwarových řešení pro komplexní správu komunikace s klienty a technologií pro kontaktní centra. Společnost byla založena v roce 2005 v Praze a od té doby rozšířila svou působnost na mezinárodní trhy.

## Historie společnosti
Daktela vznikla v roce 2005 jako s.r.o. zabývající se prodejem a instalací virtuálních softwarových ústředen. V roce 2009 vydala svou první komerčně dostupnou oficiální verzi aplikace Daktela V3 a dosáhla ročního obratu 10 milionů CZK. V roce 2011 vstoupila i na slovenský trh.
Do vlastnické struktury společnosti vstoupila v roce 2021 investiční skupina Sandberg Capital jako minoritní akcionář . V roce 2022 následně došlo k akvizici brněnského startupu Coworkers.ai, čímž Daktela rozšířila portfolio služeb o produkty umělé inteligence.
Společnost až do roku 2023 řídili původní zakladatelé, od nichž v tomto roce převzal řízení Martin Skaba, který předtím působil jako investiční manažer.
Společnost nyní působí mezinárodně v následujících zemích:
- Česká republika
- Slovenská republika
- Maďarsko
- Polsko
- Velká Británie
- Rumunsko
- Srbsko

Prostřednictvím velkoobchodního partnera NFON dále působí v Německu, Rakousku, Francii, Španělsku, Itálii, a Švýcarsku.

## Produkty
Hlavním produktem je aplikace Daktela Contact Centre, která sjednocuje zákaznickou komunikaci napříč různými komunikačními kanály. Do celkového portfolia patří následující produkty:
- Daktela Contact Centre - omnichannel nástroj pro sjednocování zákaznické komunikace
- Daktela Cloud Phone - virtuální softwarový telefon
- Daktela AI Agent - automatizovaný agent na bázi umělé inteligence
- Daktela Workforce Management - nástroj pro řízení a optimalizaci směn
- Telekomunikační služby - hlas, SMS

Aplikace Daktela byla využívána v projektu Chytrá karanténa jako hlavní nástroj pro obsluhu všech procesů souvisejících s trasováním pozitivních a rizikových kontaktů.

## Členství
- Člen sdružení RIPE NCC, správce a koordinátora adresního prostoru pro Internet